# هیشراو
هیشراو (به ازبکی: Hishrau) یک منطقهٔ مسکونی در ازبکستان است که در ولایت سمرقند واقع شده‌است. هیشراو ۱۰٬۰۰۰ نفر جمعیت دارد.